# Athens (Tennessee)
Athens é uma cidade localizada no estado norte-americano de Tennessee, no Condado de McMinn.

## Demografia
Segundo o censo norte-americano de 2000, a sua população era de 13.220 habitantes. 
Em 2006, foi estimada uma população de 14.068, um aumento de 848 (6.4%).

## Geografia
De acordo com o United States Census Bureau tem uma área de 35,1 km², dos quais 35,1 km² cobertos por terra e 0,0 km² cobertos por água. Athens localiza-se a aproximadamente 256 m acima do nível do mar.

## Localidades na vizinhança
O diagrama seguinte representa as localidades num raio de 24 km ao redor de Athens. 